# Особняк И. Е. Пономарёва
Особняк И. Е. Пономарева — усадьба в Москве по адресу улица Знаменка, дом 11, в настоящее время здание занимает Библиотека по естественным наукам РАН.

## История
С 1776 года угол Знаменки и Малого Знаменского переулка занимала усадьба князя Сергея Николаевича Голицына, пожар 1812 года уничтожил имение и оно уже не было восстановлено. В XIX веке владение раздробилось на два (это видно на плане, датированном 19 мая 1861 года), владелицей одной из частей стала коллежская советница Александра Васильевна Каминская. При ней на участке были построены новые каменные здания. Затем усадьба перешла к потомственному почётному гражданину Николаю Павловичу Малютину, который в свою очередь продал владение 29 января 1877 года жене врача Ольге Ивановне Бетлинг. Новая хозяйка использовала участок в хозяйственных целях: здесь располагался общественный склад дров, а торцом к улице стоял сарай.

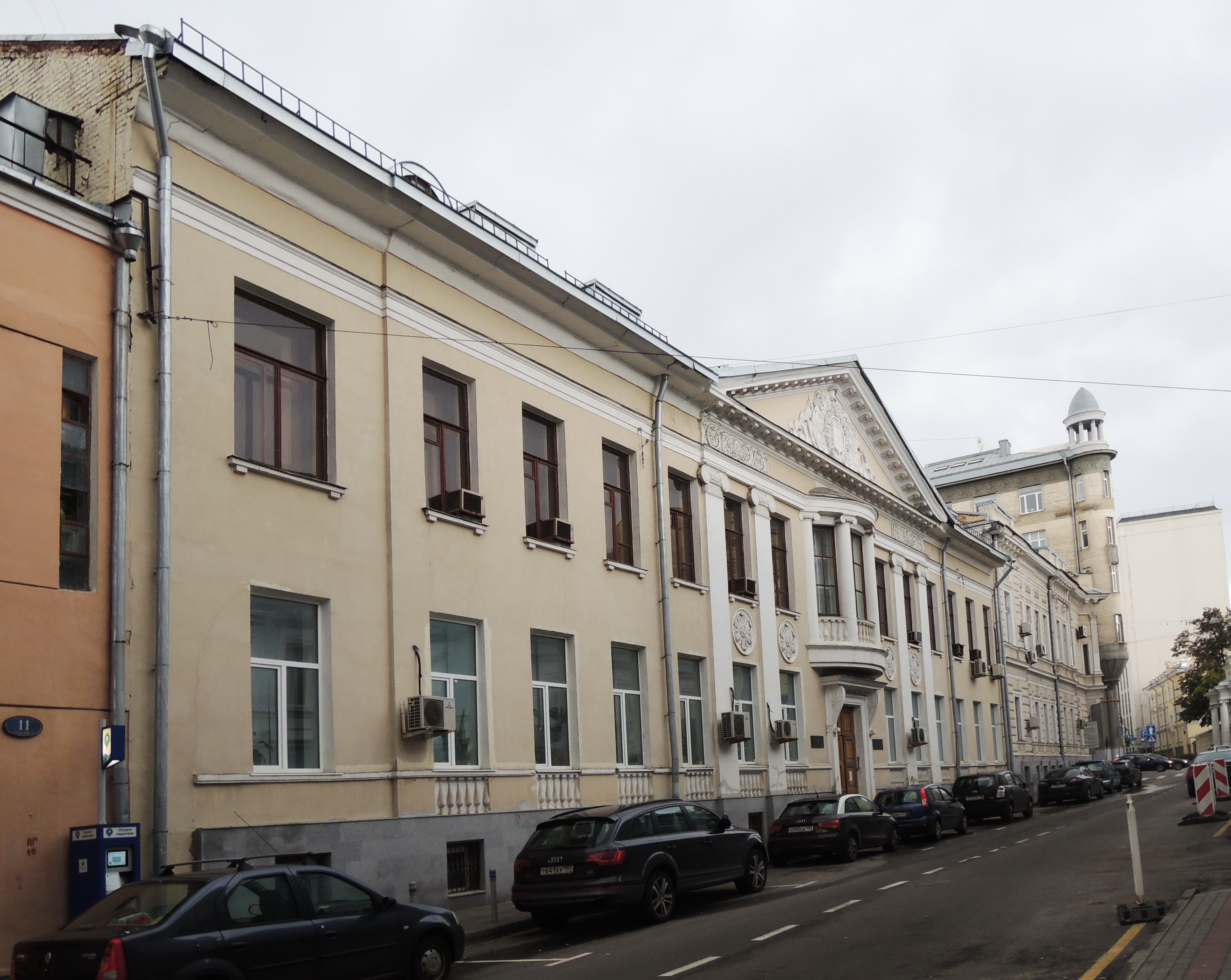
Выходящий в переулок фасад

21 февраля 1896 года усадьба приобрела нового владельца в лице губернского секретаря Павла Николаевича Лесли. Спустя год он принял решение разобрать каменную ограду усадьбы и выстроить вдоль улицы доходный дом в четыре этажа. Впрочем эти планы не осуществились и владение перешло к московскому купцу Ивану Евдокимовичу Пономарёву, которому также принадлежал ряд мануфактур. По заказу нового хозяина архитектор Константин Фёдорович Буров возводит в 1899 на участке угловой дом в два этажа. Здание выполнено в стиле классицизированной эклектики. Наиболее интересной его деталью является угол дома, который срезан под углом 45 градусов и дополнен прямоугольным эркером на уровне второго этажа. Центральное окно эркера декорировано картушем-раковиной, по бокам расположены узкие окна. Окна второго этажа выходящего на Знаменку фасада декорированы по-разному: над несколькими расположены картуши с раковинами, одно выделено треугольным фронтоном с маской.
Внутреннее устройство дома использовало последние достижения того времени, было устроено паровое отопление, имелись ванны, раковины, клозеты, писсуары. Строительство велось быстрыми темпами, однако 18 сентября 1900 года Пономарёв скончался. По завещанию особняк отошёл его жене Людмиле Васильевне Пономарёвой и детям, Нине, Алексею и Софье. В 1904 году дом у семьи купил потомственный почетный гражданин, нефтепромышленник Григорий Мартынович Арафелов из Баку, которому принадлежало «Нефтепромышленное и торговое общество Г. М. Арафелов и Ко». В 1913 году архитектором А. Измировым была выполнена перестройка стоящего в переулке старого дома усадьбы, в настоящее время ему присвоен статус объекта культурного наследия регионального значения. В поле треугольного фронтона расположена монограмма Арафелова. Во дворе усадьбы в служебных строениях была размещена маленькая текстильная фабрика Арафеловых. Одно из зданий во дворе, граничащее с соседним владением, выходило торцом на Знаменку и было украшено четырёхколонным портиком, над которым размещалась надпись на немецком «ARCHITECTURA», в филёнках располагалась масонская символика, а центр композиции занимала львиная маска с полукруглым бассейном. В 2000 году это здание было уничтожено.
При советской власти в 1920-е годы в бывшей усадьбе располагались секции Коммунистической академии, в настоящее время здание занимает Библиотека по естественным наукам РАН.

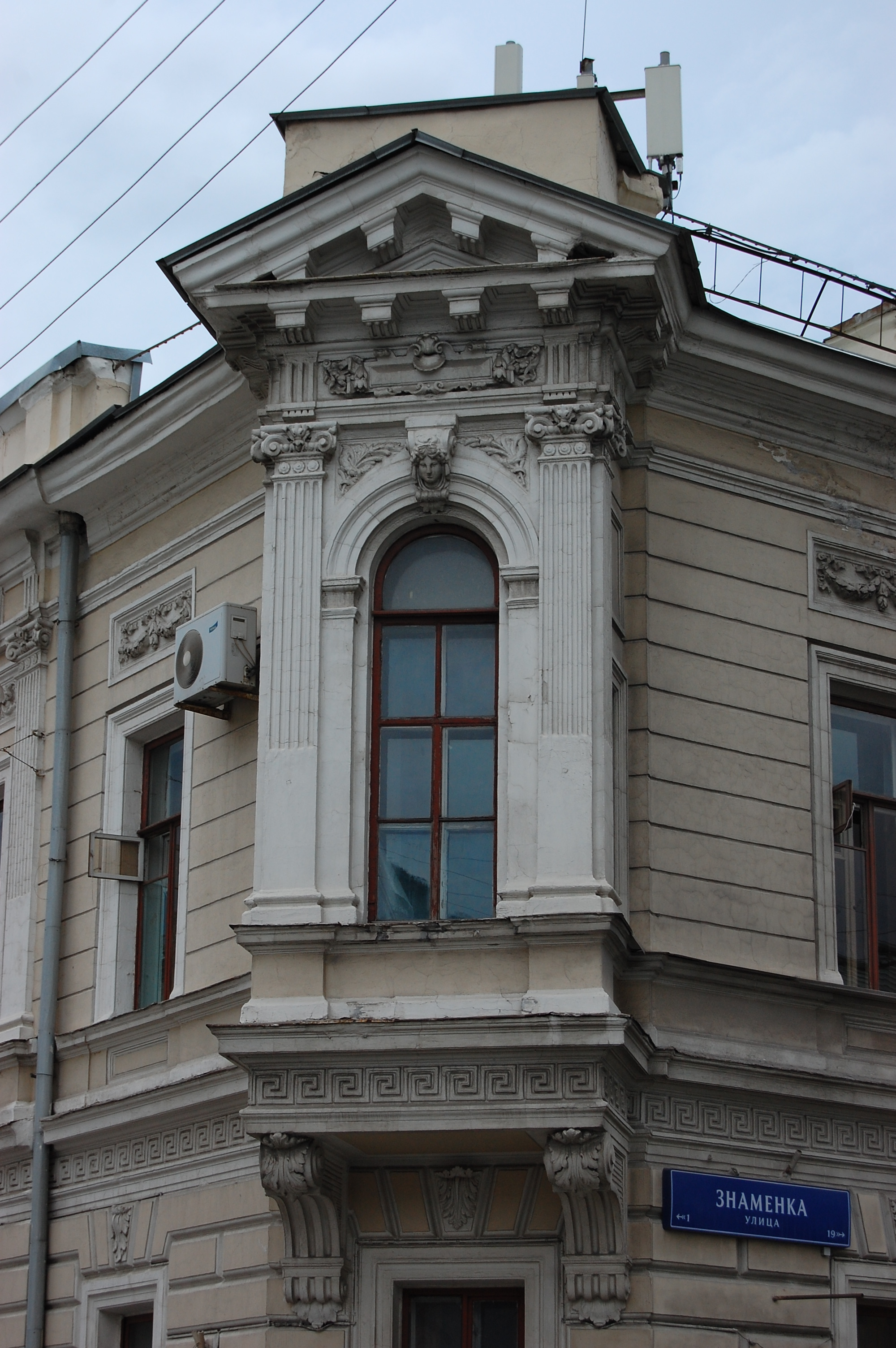
Угловой эркер
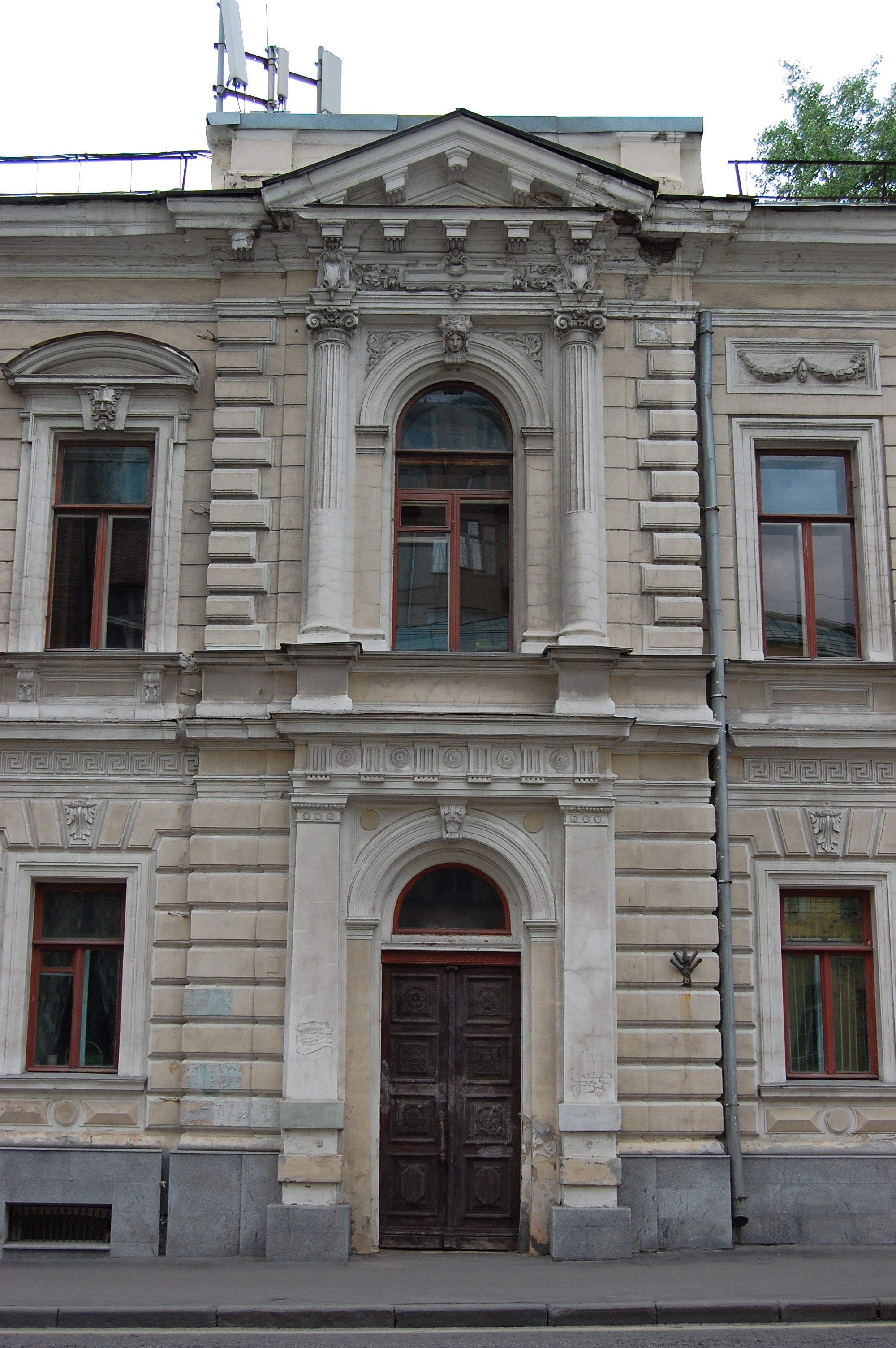
Вход со стороны улицы
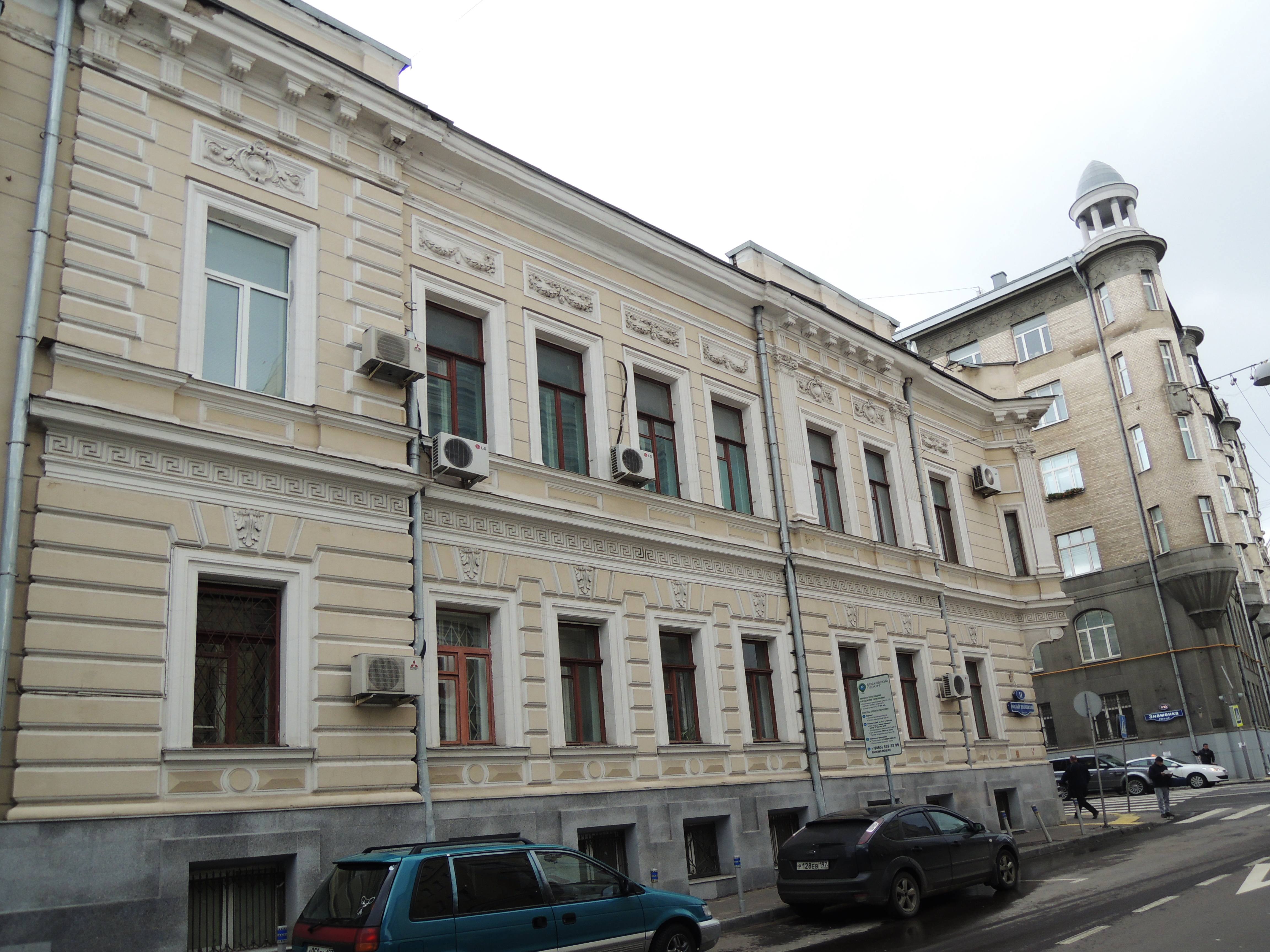
Угол дома со стороны переулка
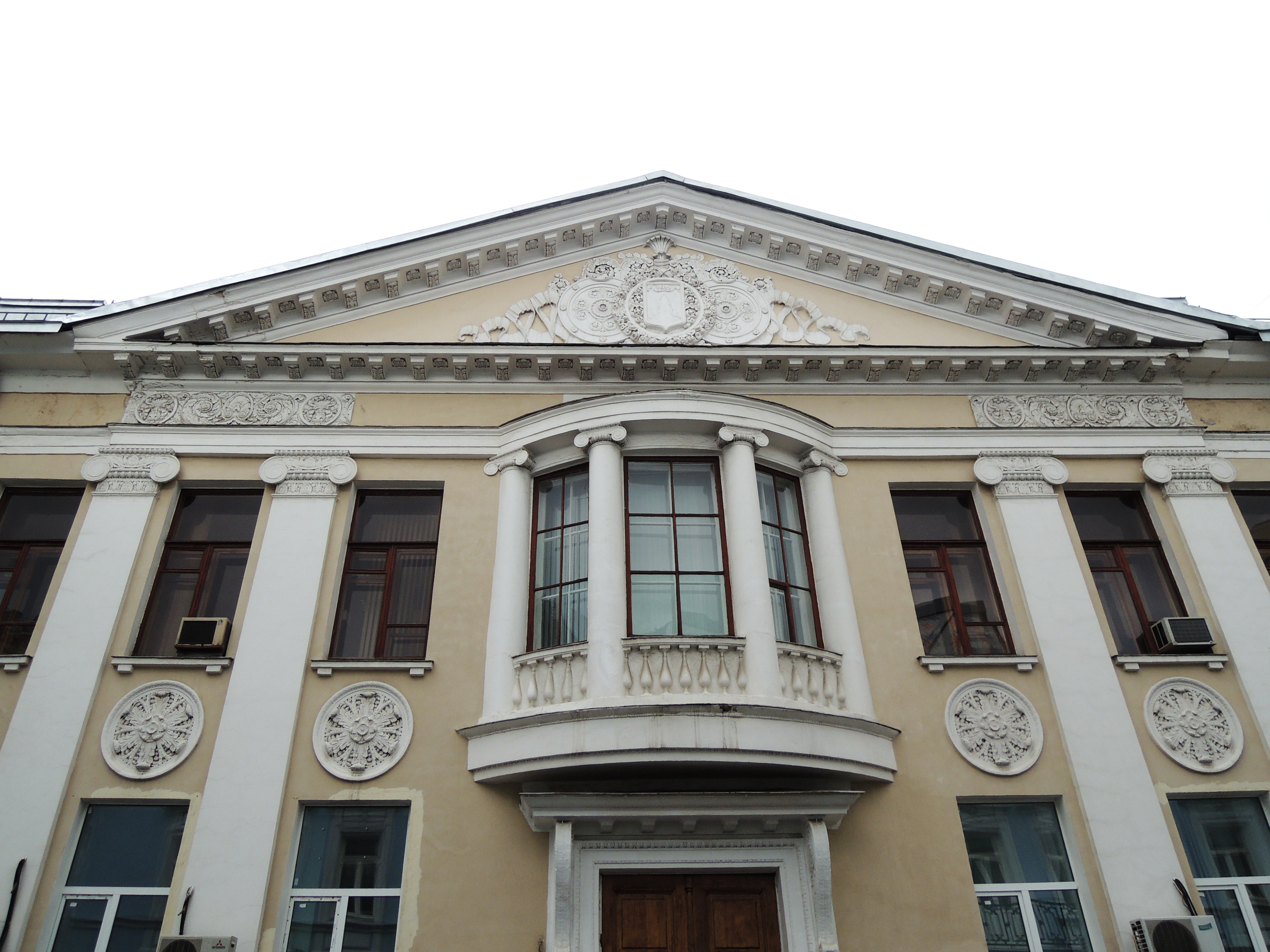
Центральная часть фасада по переулку